# Oberaletschgletscher
Oberaletschgletscher – lodowiec o długości 9 km i powierzchni 22 km².
Lodowiec położony jest w południowej części Alp Berneńskich w kantonie Valais w Szwajcarii.